# Константиновский дворец
Константиновский дворец (Большой Стрельнинский дворец) — памятник архитектуры XVIII века, формирующий дворцово-парковый ансамбль в Стрельне, с 2003 года — Государственный комплекс «Дворец конгрессов». Комплекс находится на южном берегу Финского залива на реках Стрелка и Кикенка вдоль Петергофской дороги в 19 км от центра Санкт-Петербурга.
Находится в ведомственном подчинении Управления делами Президента Российской Федерации.

## История
Садово-дворцовый комплекс складывался в XVIII — первой половине XIX веков. До 1917 года усадьба принадлежала российской императорской фамилии. Первым её владельцем был Пётр I, в конце XVIII века Стрельна стала частным великокняжеским владением — в 1797 году Павел I подарил её своему второму сыну — великому князю Константину Павловичу, благодаря чему большой дворец и парк получили название, сохранившееся до сих пор.

### «Русский Версаль» в Стрельне
Ещё в 1709 году царь Пётр I присмотрел место для строительства собственной парадной резиденции, способной превзойти знаменитый Версаль. 26 мая 1710 года он «изволил по плану рассматривать места палатному строению, садам и паркам». Проект, выполненный римским архитектором Себастьяно Чиприани, оказался слишком сложным. В 1715 году были заключены договоры с известным французским архитектором Жаном-Батистом Леблоном и архитектором Бартоломео Карло Растрелли. Победителем конкурса оказался Леблон. Однако Леблон скончался в 1719 году, и проектирование продолжил итальянец Николо Микетти. Архитектурная доминанта комплекса — Константиновский дворец — по проекту Микетти была заложена 22 июня 1720 года.
Чтобы превзойти дворцово-парковые ансамбли Европы, фонтаны и сопутствующие им механизмы должны были функционировать круглые сутки в течение нескольких месяцев, поддерживая необходимый уровень воды в накопительном резервуаре. Однако внезапно возникшая проблема поставила под вопрос возведение резиденции в Стрельне: для функционирования фонтанов необходимо было поднять воду до соответствующей отметки (примерно 10 метров над уровнем моря), что привело бы к затоплению бассейнов рек Стрелки и Кикенки, так как окружающая их территория (южнее Петергофской дороги) площадью в десятки квадратных километров находится ниже указанной отметки (местами отметки опускаются даже ниже нуля относительно уровня моря).
Способные решить проблему гидротехнические сооружения обошлись бы Петру I слишком дорого, а стоило ли тратиться, когда западнее от Стрельны существовал ландшафт, идеально созданный природой для круглосуточного поступления воды? Пойти против царской воли, инженерными расчётами доказать невозможность устройства «водных фиерий» в Стрельне и перенести строительство в Петергоф смог талантливый инженер-гидротехник Бурхард Миних. После смерти Петра I к 1730 году строительные работы в Стрельне окончательно прекратились.

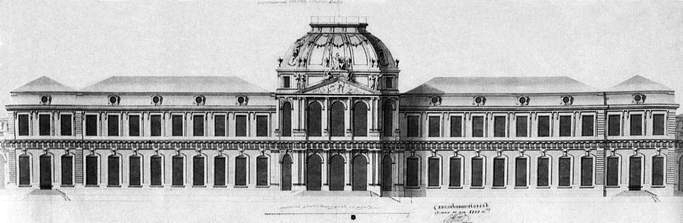
Ж.-Б. Леблон. Проект дворца в Стрельне. Фасад к морю. 1717 год

### Великокняжеские владения

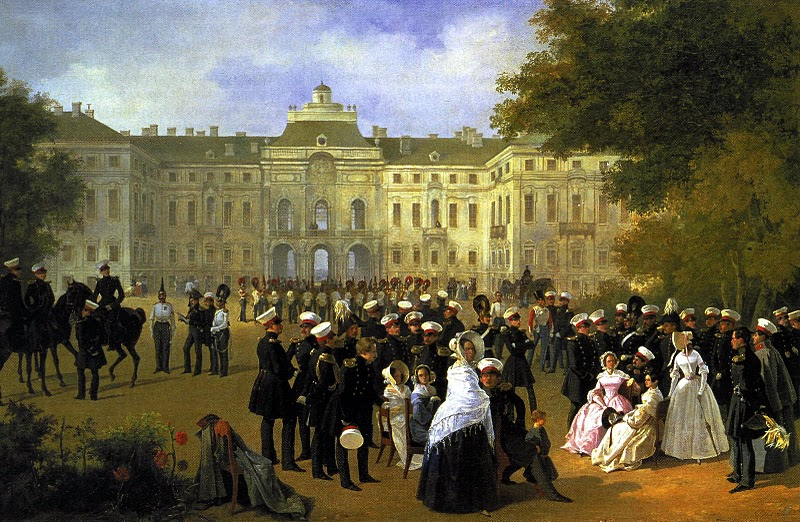
Приём лейб-гвардии в Константиновском дворце. Картина XIX века.

В 1750-х годах достройку дворца поручили архитектору Бартоломео Растрелли; во дворце были произведены перепланировки, появилась большая парадная лестница в восточном флигеле. Однако вновь работы не были завершены. В кирпичной кладке Стрельнинского дворца Растрелли использовал привезённые со стройки Рундальского дворца экземпляры кирпичей необычно больших размеров. Предполагается, что именно под влиянием архитектурного решения Микетти (предтечей которого был Леблон) граф Растрелли спроектировал трёхчастную сквозную арку со стороны главного фасада Зимнего дворца.
В 1797 году усадьба утратила статус императорского владения и повелением Павла I перешла к его сыну Константину. В 1802 году архитектор А. Н. Воронихин переделал интерьеры в античном духе. Затем, после пожара 1803 года Воронихин и Л. Руска внесли значительные конструктивные и декоративные изменения: был надстроен бельведер, в бельэтаже сооружена парадная анфилада. Богатое живописное убранство исполнили художники Фёдор Щербаков и Джакомо Феррари.
В 1847—1851 годах, по заказу нового владельца — великого князя Константина Николаевича Христианом Мейером и Андреем Штакеншнейдером была проведена очередная реконструкция: на фасадах появились эркеры и балконы; личные покои были отделаны в стиле эклектики. Во дворце была устроена домовая церковь.
Как писал В. Я. Курбатов: «Если Версаль задуман и выполнен как обиталище короля земли, то Стрельна — дворец морского царя». Во дворце стали проходить совещания высших чинов Морского ведомства, у причала стояла яхта «Стрельна»; управляющими имением в это время стали назначаться моряки: в 1859 году штурмана Балтийского флота М. Н. Пашинникова на этом посту сменил лейтенант Дмитрий Спиридонович Ханджогло (17.10.1829—18.03.1878), который был смотрителем Стрельнинского дворца до самой смерти.
Затем здесь проживала, в основном только летом и осенью, большая семья Константина Константиновича (известен под поэтическим псевдонимом К. Р.), а фактическим владельцем был его брат Дмитрий Константинович с матерью, Александрой Иосифовной.
Во дворце находились личные апартаменты греческой королевы Ольги Константиновны, после убийства мужа жившей в России.

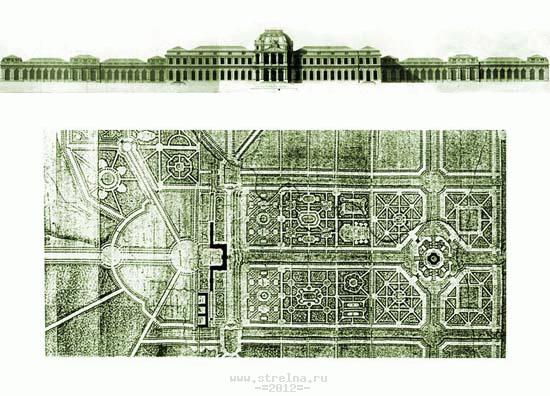
Ж.-Б. Леблон. Проект дворцово-паркового ансамбля в Стрелиной мызе. 1717 год

### XX век
После Октябрьской революции во дворце разместилась Первая Стрельнинская школа-колония. В 1937 году в нём открылся санаторий, затем расположились курсы усовершенствования высшего и среднего начсостава ВМФ. 
Во время Великой Отечественной войны дворцово-парковый ансамбль в Стрельне был почти полностью разрушен, от здания дворца оставался только каменный остов. Дворец был полностью восстановлен уже к 1950 году. 
В восстановлении дворца активно участвовали курсанты Арктического училища, которое разместилось во дворце в 1955 году. Училище в течение 45 лет готовило гидрометерологов, аэрологов, радистов, электромехаников и судомехаников для полярных станций и торгового флота. После закрытия училища, с 1990 года дворец фактически стал бесхозным.

Дворец на фото 1921 года

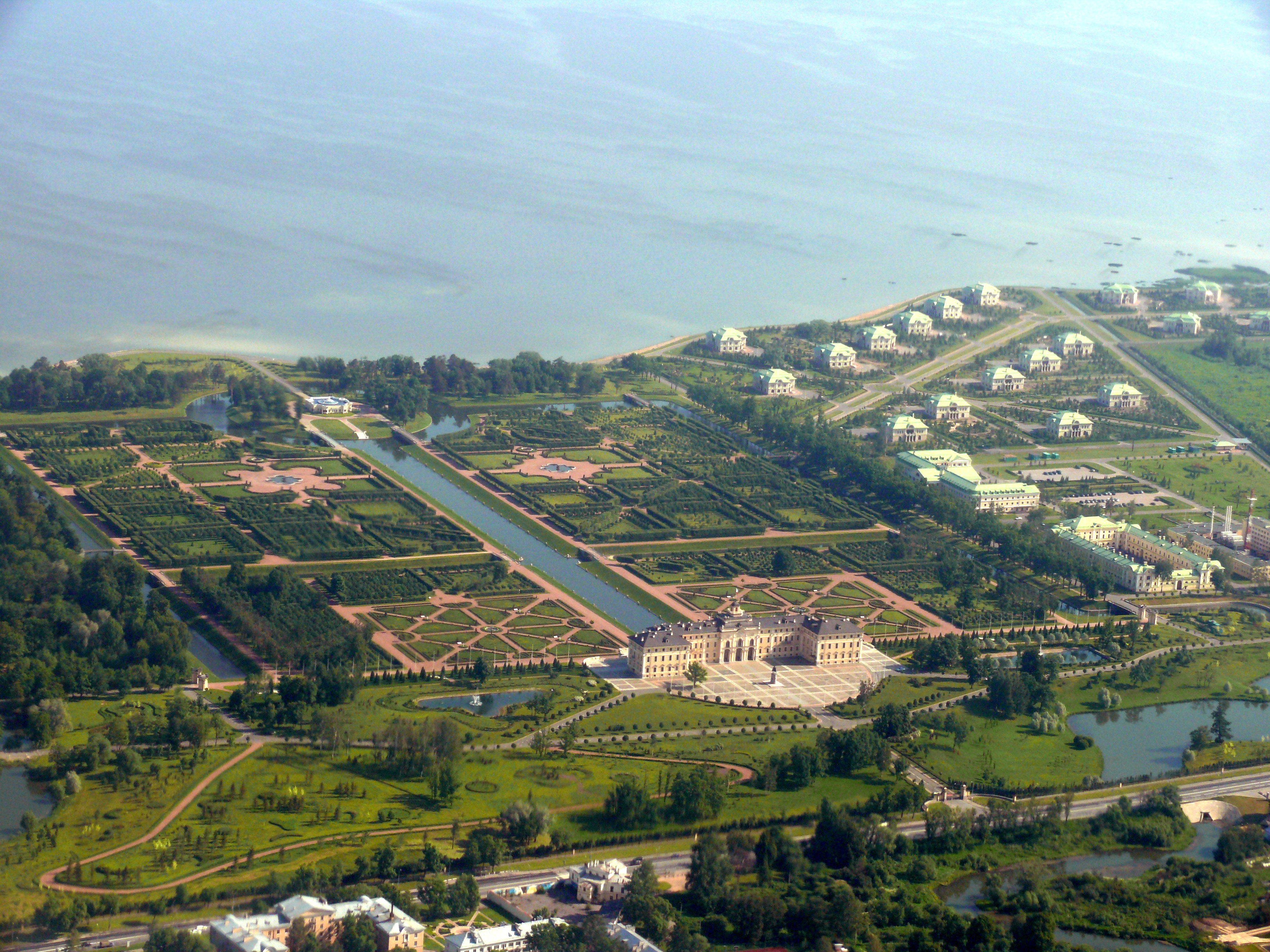
Государственный комплекс «Дворец конгрессов» (вид с самолёта). Дома справа - Консульская деревня. 16 июня 2012 года.

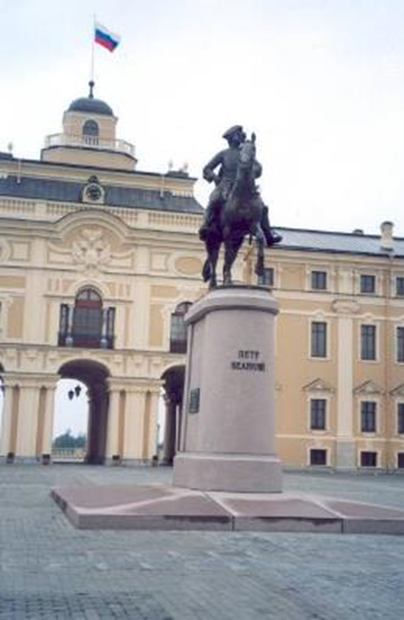

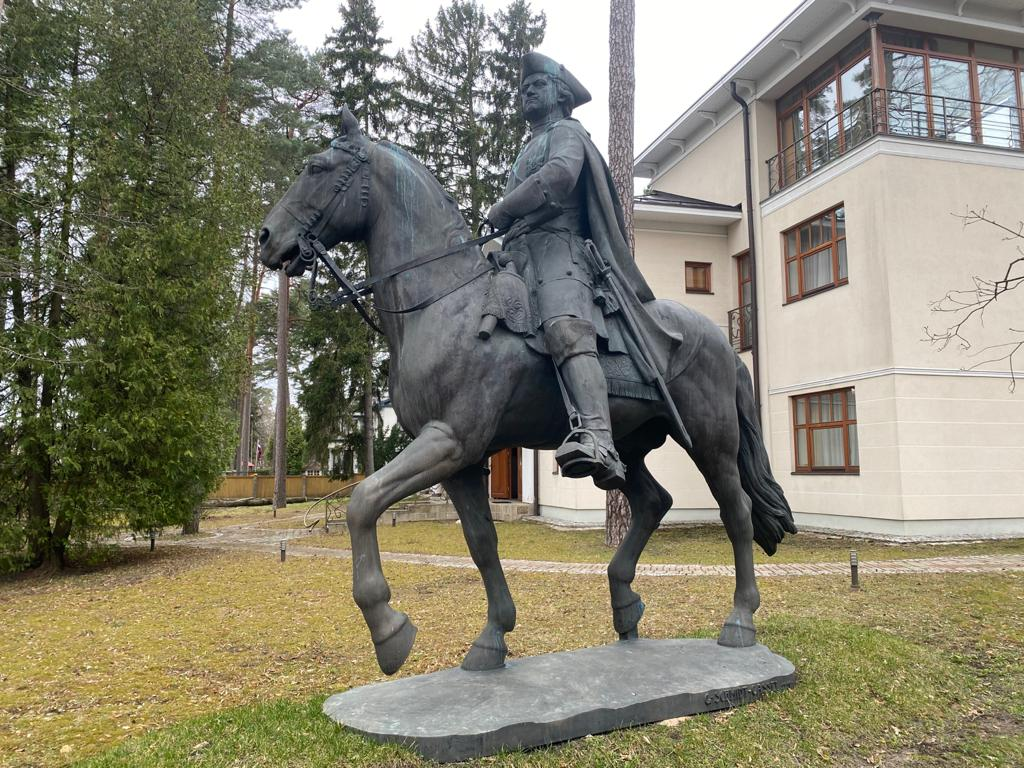
Оригинал скульптуры Петра в Юрмале, Латвия

## Государственный комплекс «Дворец конгрессов»
В 2000 году дворец с окружающими землями площадью более 140 гектаров был передан на баланс Управления делами Президента и начались масштабные строительно-восстановительные работы. По старинным чертежам были восстановлены фасады и интерьеры дворца, парк, система каналов.  Гидротехники углубили русла водоемов для приёма яхт и речных судов. Были сооружены мосты и фонтаны, существовавшие ранее только в проектах. Три моста были сделаны разводными. В парке сделаны задуманные ещё Петром I фонтаны.
Консульская деревня
Недалеко от дворца на берегу Финского залива построена «консульская деревня» — 20 двухэтажных коттеджей. Возведен пятизвездочный отель «Балтийская звезда», стилизованный под старинную русскую усадьбу. Здание бывшего яхт-клуба реконструировано под пресс-центр и оснащено спутниковыми средствами связи. В бывших царских конюшнях расположился административный корпус «Дворца конгрессов».
При реконструкции вместо не сохранившейся конной скульптуры Михаила Архангела установили конную скульптуру Петра I, копию скульптуры Густава Шмидта-Касселя, установленной в Риге в память о двухсотлетии присоединения Лифляндии к России. Рижскую скульптуру восстановил предприниматель Евгений Гомберг, при восстановлении он заказал гипсовые слепки, с которых в Санкт-Петербурге в мастерской Дениса Гочияева отлили копию.
Открытие воссозданного дворца состоялось 30-31 мая 2003 года.

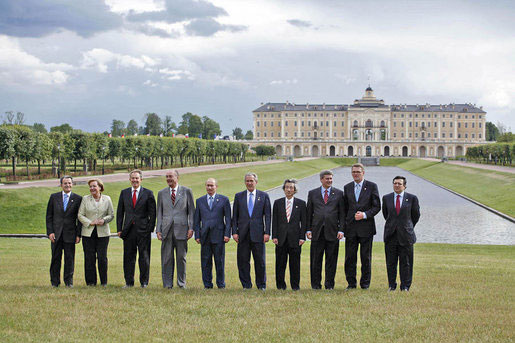
Участники саммита на фоне Константиновского дворца

В июле 2006 года во «Дворце Конгрессов» проходил петербургский саммит «большой восьмёрки», а 5-6 сентября 2013 года здесь прошёл саммит G-20.
В рамках подготовки к саммиту в Стрельне были проведены:
- ремонт гостиницы «Балтийская звезда»;
- реконструкция парка;
- работы по очистке водоемов, питающих гидросистему парка дворца.

На территории комплекса Дворца конгрессов в начале 2006 года построен новый объект — экскурсионное бюро. Комплекс является особо охраняемой территорией, его посещение возможно только в составе экскурсионных групп.
25 июля 2015 года в Константиновском дворце прошла жеребьёвка отборочного турнира чемпионата мира по футболу 2018 года.

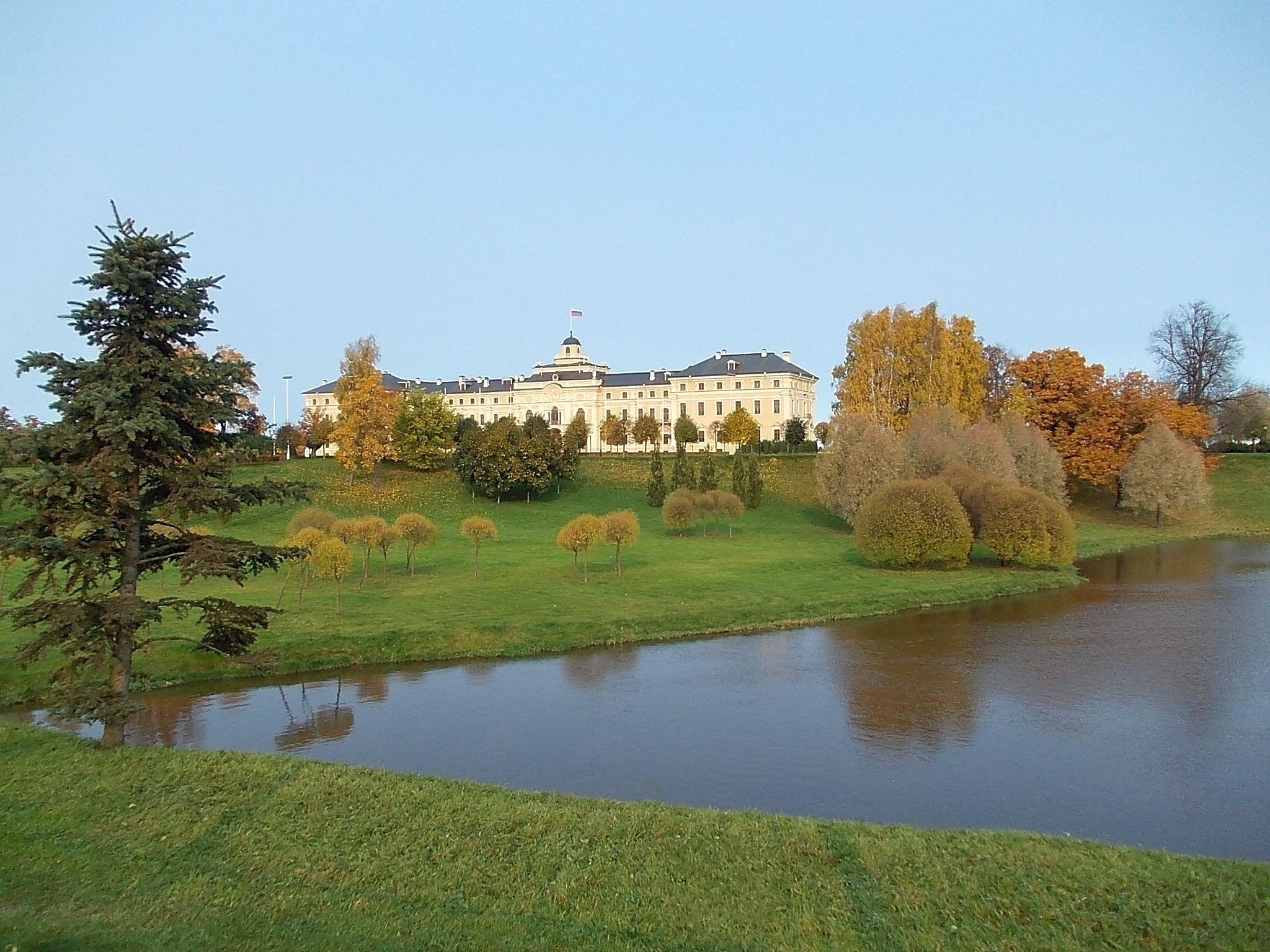
Ландшафтный парк перед дворцом

## Коллекции
Во взаимодействии с музеями и частными коллекционерами России и Европы Константиновский дворец пополняет свои музейные собрания. Во дворце открыто несколько экспозиций, восстановлены некоторые исторические интерьеры. Летом 2005 года коллекция музея пополнилась четырьмя картинами, поступившими в рамках возврата культурных ценностей из Германии. В 2007 году Алишер Усманов передал в дар государству приобретённую им коллекцию произведений искусства, собранную Мстиславом Ростроповичем и Галиной Вишневской.

### Коллекция Ростроповича — Вишневской
В 2007 году было принято решение о размещении в Константиновском дворце коллекции произведений искусства, собранной Мстиславом Ростроповичем и Галиной Вишневской. Коллекция была выставлена Галиной Вишневской на продажу на аукционе «Сотбис», но за день до проведения торгов приобретена предпринимателем Алишером Усмановым и передана им в дар государству.
Сначала было объявлено, что коллекция будет официально представлена в конце марта 2008 года. В апреле срок был перенесён на 12 мая. 12 мая выставка была открыта премьер-министром России Владимиром Путиным. Для широкой публики открытие выставки было перенесено «на ближайшее время».
В экспозиции представлены 853 предмета коллекции, в том числе и восемь работ Бориса Григорьева, чье имя на родине многие годы было под запретом, несмотря на его мировую известность. Центральное место среди этих картин занимает произведение Бориса Григорьева «Лики России» из цикла «Расея», написанное в 1921 году в Париже. Бывшее собрание Ростроповича-Вишневской, ставшее самой значительной частью художественной коллекции дворца, особенно ценно тем, что в разделе живописи и графики, кроме произведений классиков русского искусства, есть и работы художников‑эмигрантов «первой волны», являющиеся редкостью даже для крупных российских музеев.

## Транспорт

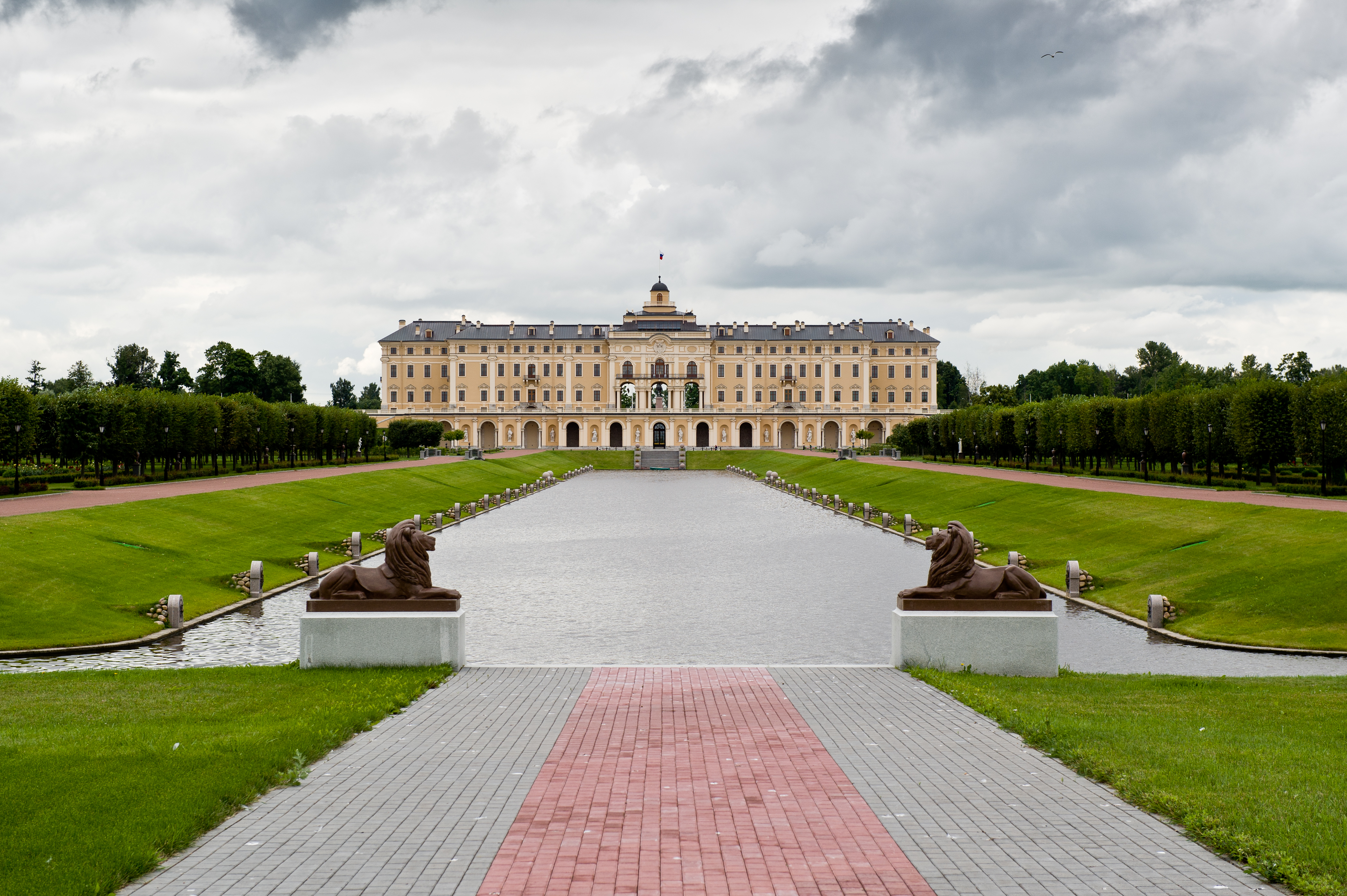
Вид на дворец со стороны Финского залива

До Константиновского дворца можно доехать на трамвае № 36, трасса которого проходит по ОРАНЕЛе, а также на автобусах и маршрутках от ст. метро Автово.